# William Stephenson (üzletember)
Sir William Samuel Stephenson fedőnevén „Rettenthetetlen” („Intrepid”) (Winnipeg, Kanada, 1896. január 23. – Bermuda, 1989. január 31.) a British Security Coordination (BSC), és a Secret Intelligence Service (SIS), a British Secret Intelligence Service (MI6) fedőszervének létrehozója, a „Baker Street-i Szabadcsapatok" megalapítója, iparmágnás.

## Élete
Stephenson korán önállóvá vált. Hároméves volt, amikor apja Afrikába indult harcolni, ahol két év múlva meghalt. Port Douglasban nőtt fel.

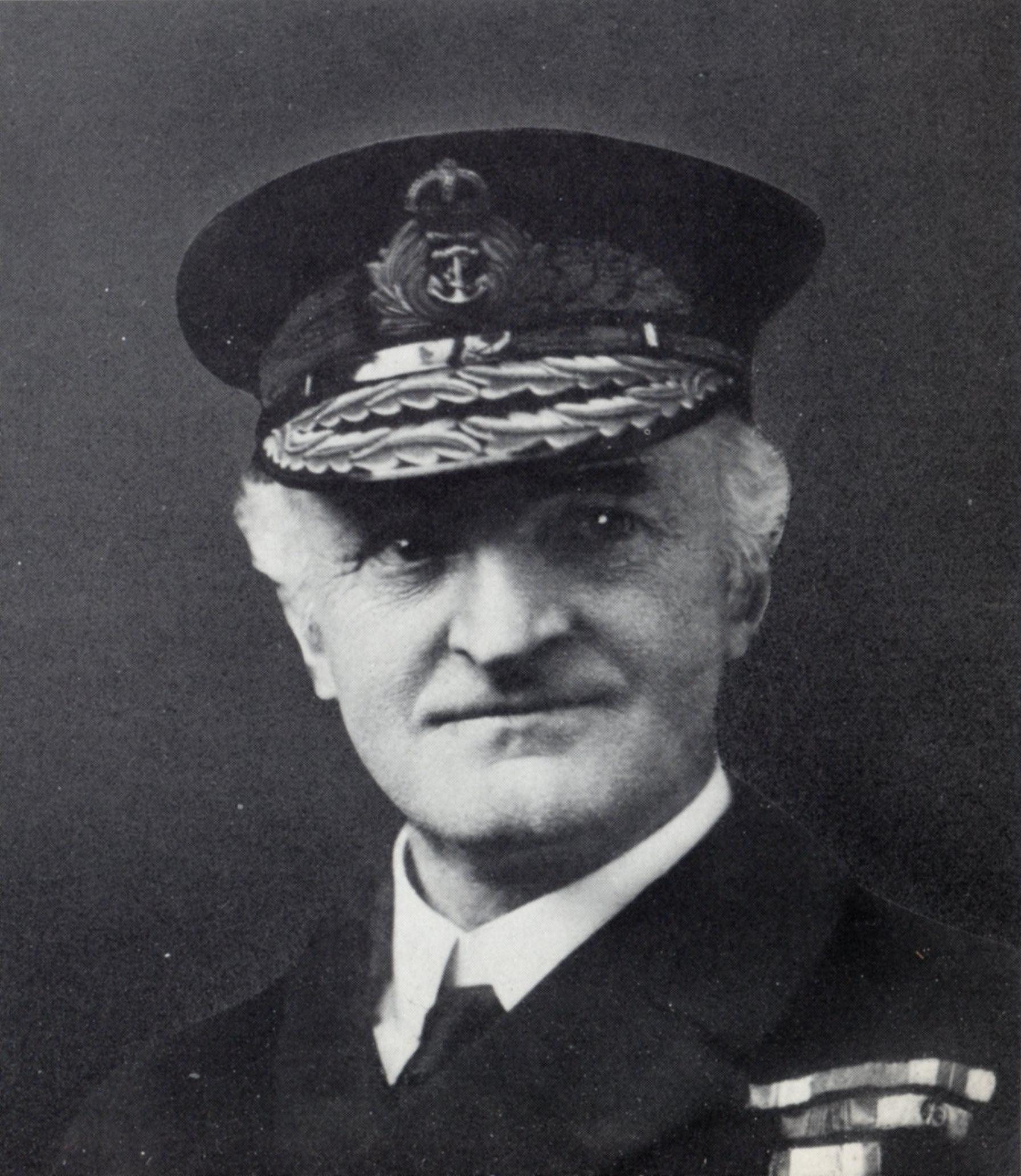
William Reginald Hall

 Egyik legkorábbi emléke ez a mondat volt: Amit Isten teremtett! Ezeket a szavakat adta le először Samuel Morse az első működő távíró és a legelterjedtebb kódrendszer megalkotója. Tízes éveinek elején az elektromossággal kísérletezett, saját morse-készüléket épített, és fogta a Nagy-Tavakon járó hajóknak küldött üzeneteket. Ismerte az összes fogható hajó hívójelét, valamint kidolgozta saját kódját is. Kiválóan megfelelt minősítéssel érettségizett, és rögtön önkéntesként bevonult katonának. Egy éven belül kinevezték századosnak. A Kanadai Királyi Műszakiakkal egyenesen egy I. világháborús lövészárokba került, ahol egy gáztámadásnál súlyosan megsérült. „Véglegesen rokkant” minősítéssel küldték vissza Angliába. Húszévesen megismerkedett az akkor harminchárom éves William Donovan-nal. Mindenáron szeretett volna visszajutni a frontra, amit az orvosok nem engedélyeztek. Ekkor jelentkezett a Királyi Légihadtesthez, ahol ötórányi oktatás után „tökéletesen képzett harci repülő”-nek minősítették. Elhárította a törzszászlósi földi beosztást, és inkább tartalékként harcba vethető alhadnagy lett. Hamarosan megkapta a Kiváló Repülők keresztjét szembetűnő bátorságáért, és hozzáértéséért. Megkapta a Katonai Érdemkeresztet is. Elemezte a német pilóták harcmodorát. Szabad idejében magányosan indult kalandot keresni, amit parancsnokként nem tehetett meg. Kiváló memóriával rendelkezett, és a látottakat pontosan fel tudta idézni. Légiharcban mélyrepülésbe kényszerítette Lothar von Richthofent, az ötödik legjobb német pilótát, aki a manőver miatt egy fának ütközve olyan sérüléseket szenvedett, amelynek következtében soha többet nem vezethetett repülőgépet.

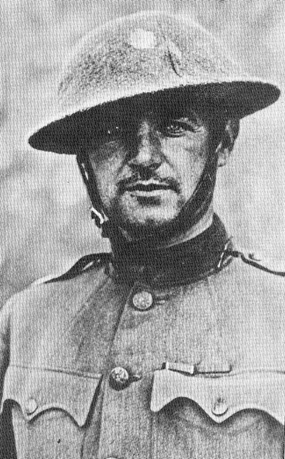
Donovan az I. világháborúban

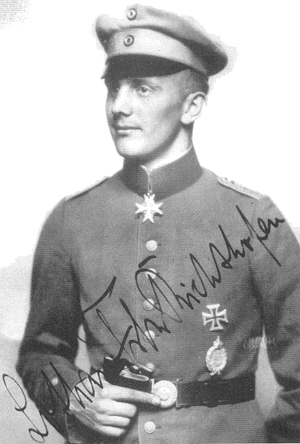
Lothar von Richthofen

Felfigyelt rá William Reginald Hall tengernagy a flotta hírszerzési igazgatója, aki tevékenységével jóval túllépett a haditengerészet körén. Nevéhez fűződik az 1917-ben megfejtett Zimmermann-távirat megfejtése is. 1918. júliusában lelőtték Stephenson gépét, és az egyik lábában két lövedékkel német fogságba esett. Szigorú őrizet alá helyezték. Több sikertelen szökési kísérlete volt, de elhitette a németekkel, hogy sebesülése miatt nem is tudna megszökni. Egy héttel a táborba érkezése után már pontos alaprajzzal rendelkezett az objektumról, ismerte a kerítés gyenge pontjait, hol van a legközelebbi falu, és az antant állásait. Az év októberében megszökött, három nap alatt elérte az antantcsapatok vonalait. Részletes jelentést készített, az egyetlent, amely börtöntáborokról számolt be. A jelentés egy másolata eljutott Hall tengernagyhoz, aki gyűjtötte az információt azokról akiket be lehetne szervezni. Problémát jelentett, hogy Stephenson túlságosan ismert volt. 26 lelőtt repülőjével a korábbi kitüntetései mellé megkapta a Francia Becsületrendet és a Háborús Keresztet is. Hall úgy vélte, jobb, ha semleges terepre irányítják, végezzen próbarepüléseket külföldi gépekkel.

## Az I. világháború után

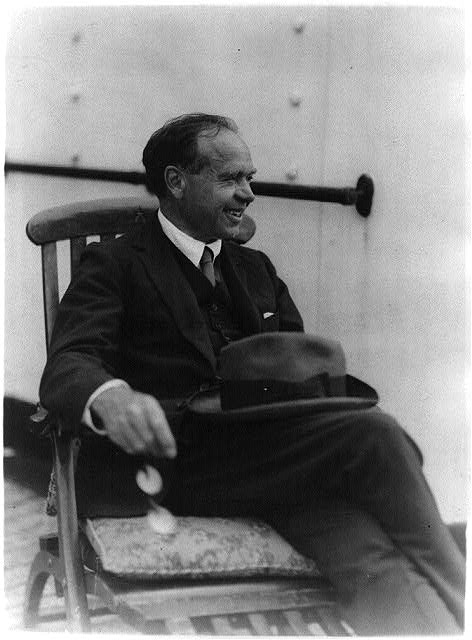
Lord Beaverbrook

Hall hitte, hogy a modern hírszerzés alapja az ellenséges kommunikáció megcsapolása, és a rejtjelezés lesz, ezért kapcsolatot épített ki az egyetemekkel, az iparral, és a kereskedelemmel. Ellenőriztette a rádióforgalmat. Emberei a tudásukat az ellenség kódjainak megfejtésére, helyzetük meghatározására használták. Stephenson hamarosan brit rádiógyártókkal tárgyalt, egy kanadai rádióadó beindításáról. Két társával (Gladstone Murray és Lord Beaverbrook kal) megalapították a „British Broadcasting Company”t, a BBC-t, melyet később részvénytársasággá alakították. Hall ekkor Churchill személyi hírszerzőfőnöke volt, ám Churchill pályája éppen lefelé ívelt. Nem létezett brit titkosszolgálat. Csak néhány hivatásos hírszerző, és pár amatőr, aki Stephenson körül kezdett gyülekezni. Ez lett a brit Titkos Hírszerző Szolgálat (SIS).
Közben Stephenson új tudósokat és üzleti lehetőségeket keresve ismét átkelt az óceánon. A rádió után a hangrögzítés, film és „televízió” felé fordult. 1924 augusztusában feleségül vette Mary French Simmonst. Ugyancsak 1924-ben ajánlatot kapott a berlini Cipher Machines cégtől egy titkosírást készítő gépre. Úgy vélte az Enigmát át lehetne alakítani kisebb méretű elektromos készüléké, de később megfeledkezett róla.
Stephenson szerte a világon vállalkozásokban vett részt. Ellenőrizte a Hollywoodon kívüli legnagyobb film- és hanglemez stúdiókat, nagy befolyása volt a szórakoztatóiparban, modernizálta a szénbányászatot Romániában, acél- és cementgyárai a legnagyobbak voltak a USA-n kívül.
A nácik manőverei nyomán újra előkerült az Enigma, amit a németek szűk körben használni kezdtek. Erről az International Telephone and Telegraph Company (ITT) mérnökei szereztek tudomást, majd 1933-ban Sosthenes Behn révén tárgyalásokba kezdtek Hitlerrel, és bekapcsolódtak a német fegyvergyártásba a kedvező feltételek miatt. A Focke-Wulf Flugzeugbau AG-ben 25%-os részesedést szereztek. Stephenson e kedvező feltételekről értesülve egyik cégével berendezéseket gyártatott az ITT számára. Az ITT technikusai hírszerzési adatokat tudtak gyűjteni Németországban. Stephenson 1934-ben vitatta meg az amerikaiakkal az Enigma ügyet. Ez egy rövid ideig foglalkoztatta a hírszerzést, majd megint feledésbe merült.
Stephenson jól működő, nem hivatalos munkacsoportot hozott létre az amerikaiakkal, és kanadaiakkal a német, és japán kódolt üzenetek lehallgatására, és feltörésének megpróbálására. Közben Stephenson repülőgépeket épített, melyekből utóbb a Spitfiret fejlesztették ki. Közreműködésével és segítségével fejlesztették ki a vadászgépeket, melyek később megvédték Angliát. A tervező Reginald Mitchell már halálán volt, mikor rávette, hogy fájdalmait, és kétségbeesését legyőzve befejezze a terveket.  A sugárhajtású repülőgép feltalálója Frank Whittle is Stephensontól kapott anyagi segítséget, amikor a Királyi Légierő visszautasította a légcsavar nélküli repülőgép forradalmian új megoldását.  Mivel egyre inkább a magánjellegű titkosszolgálat főnöke lett 1935-től kezdve az újságokban nem jelent meg róla semmilyen híradás, és az archívumokból is lassan kezdtek eltűnni a rá vonatkozó dossziék, lapkivágások. Saját üzemében (General Aircraft Factory) épített gépével megnyerte a Király Kupát. Ez felkeltette a Luftwaffe főnökeinek figyelmét. Miközben tüntették el a róla szóló híradásokat, addig Németországban faggatta Hitler embereit, akik felvázolták a Blitzkrieg lényegét: gyorsaság, központi titkosított irányítással. Stephenson jelentette Churchillnek a német hadigépezet legsebezhetőbb pontja valószínűleg a hírközlés lesz. : „Ha el tudjuk olvasni a rejtjelezett szövegeket, meg tudjuk előzni az akciókat.”  Azt a feladatot kapta, hogy kutassa fel a korszerűsített Enigmát, a rejtjelező gépet. (Anélkül, hogy tudta volna milyen.) Segítséget csak az amerikaiaktól várhatott, akik eddigre kiépítették a Közép-Csendes-óceáni Iránymérő Hálózatot, és lázassan dolgoztak az Enigma japán megfelelőjének megfejtésén. Bár Churchill elszánt volt, nem rendelkezett valóságos hatalommal. A Fehér Házban viszont volt egy ember, akiben megvolt a parlamentből hiányzó bátorság: Roosevelt. Roosevelt, Churchillhoz hasonlóan érezte, hogy nyíltan szembe kell néznie a háborús veszéllyel. Megbízott Bill Donovanban, higgadt jelentéseiben, aki meg nem nevezett országos érdekre hivatkozva járta a világot. Kapcsolatuk ugyanolyan volt mint Churchill és Bill Stephenson kapcsolata. Kölcsönösen tisztelték egymást, és bíztak egymásban. Kézenfekvő volt, hogy Donovan és Stephenson felújítsák I. világháborús ismeretségüket. Ezen túlmenően Donovan barátja volt Walter S. Anderson ellentengernagy a Haditengerészeti Hírszerzés igazgatója, míg Stephensonnak Sir Reginald (Hunyori) Hall tengernagy.
Míg az amerikaiak a japán Enigma megfejtésén dolgoztak a britek a gép különböző változatainak nyomára bukkantak. 1937-ben Stephenson megtudta, hogy az Enigmát a náci párt saját titkosszolgálata használja, és ezek egyike Reinhard Heydrich.

## A második világháború előestéjén

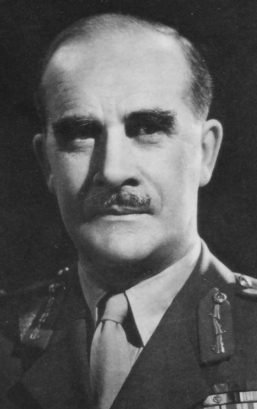
Colin Gubbins

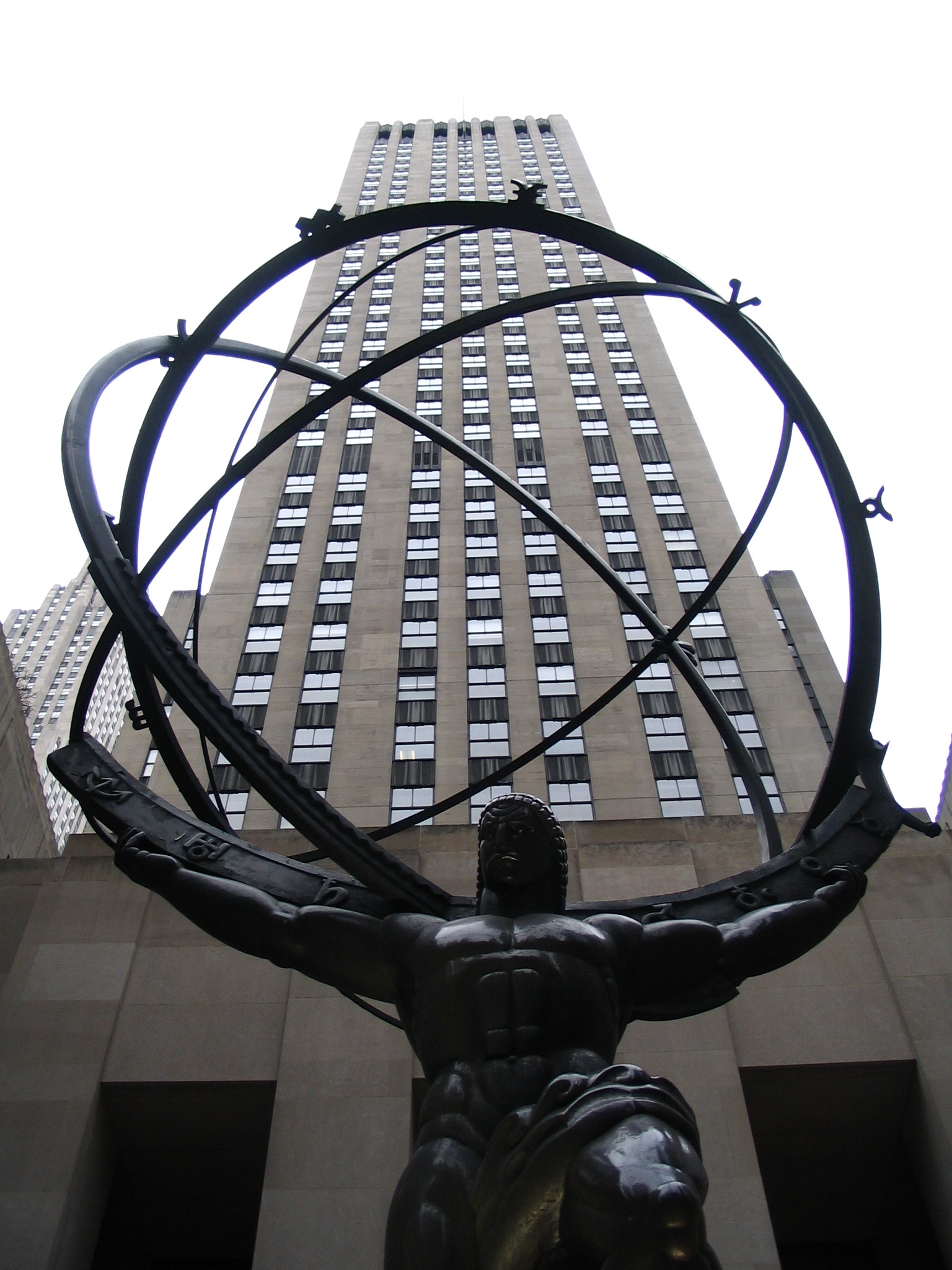
A BSC titkos szervezet volt, amely a Rockefeller Center New York-i épületének 35-36. emeletén működött a második világháború alatt

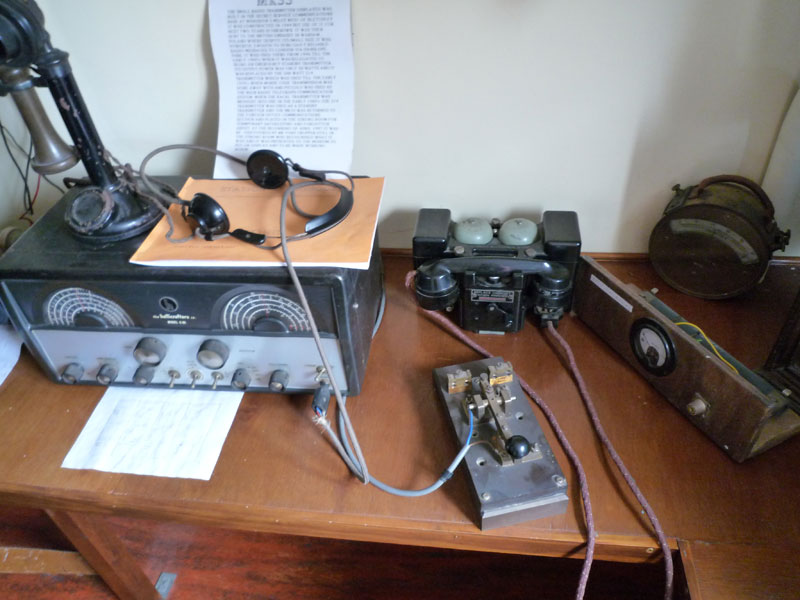
Eredeti lehallgató berendezés a Bletchley Parkban

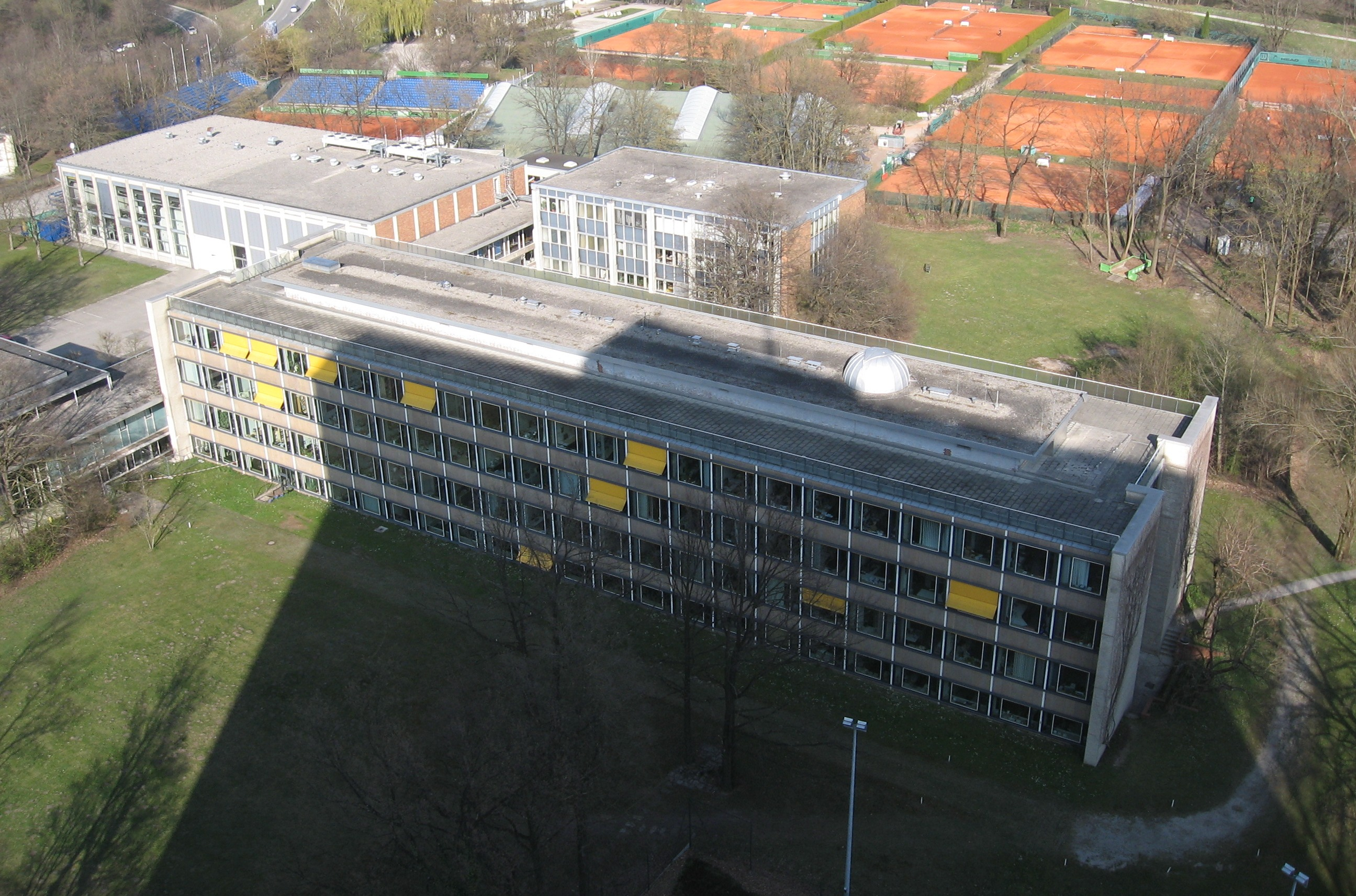
A Max Planck Fizikai Kutatóintézet; az 1917-ben alapított Kaiser Wilhelm Institute utóda

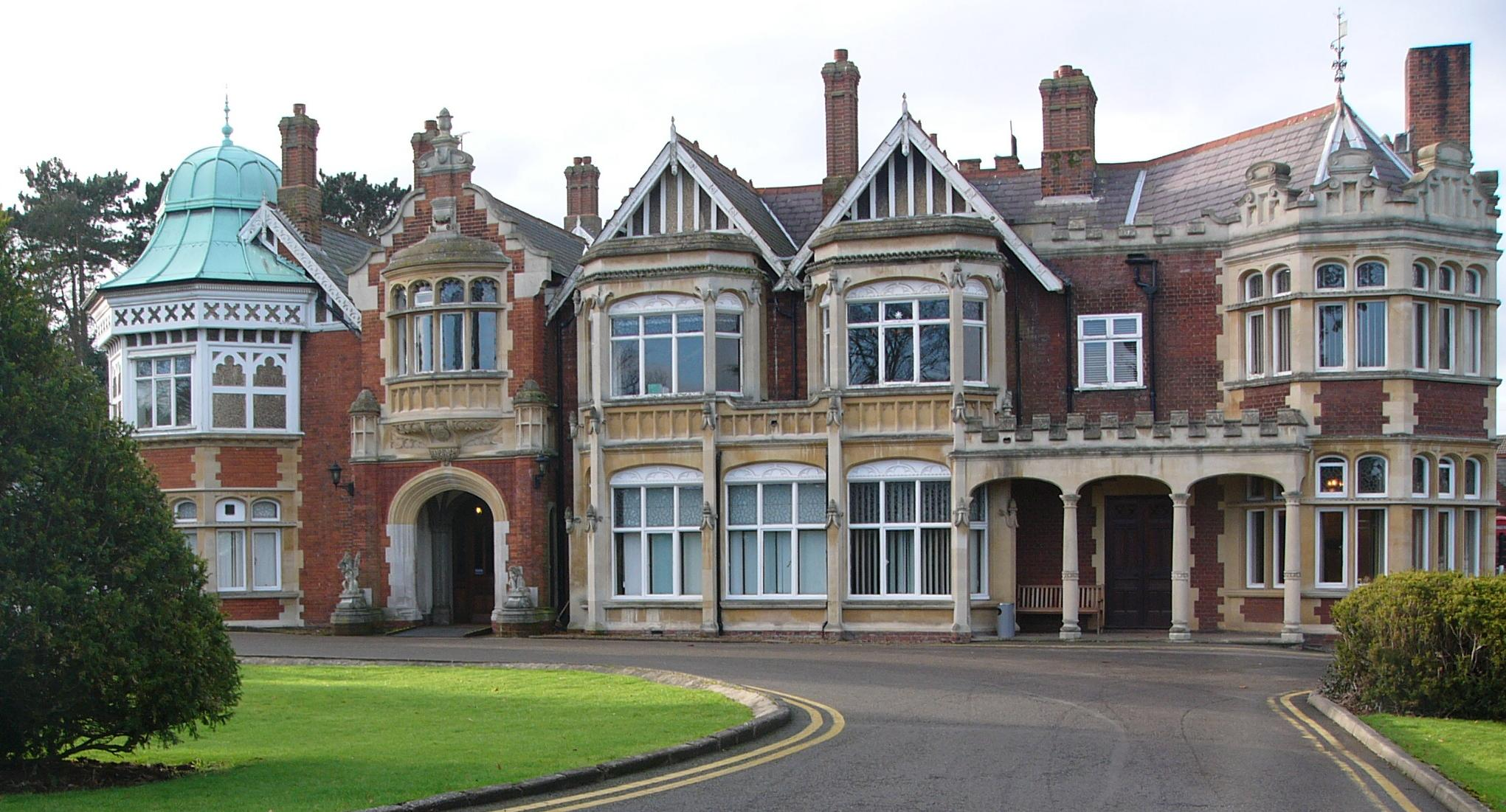
Bletchley Park

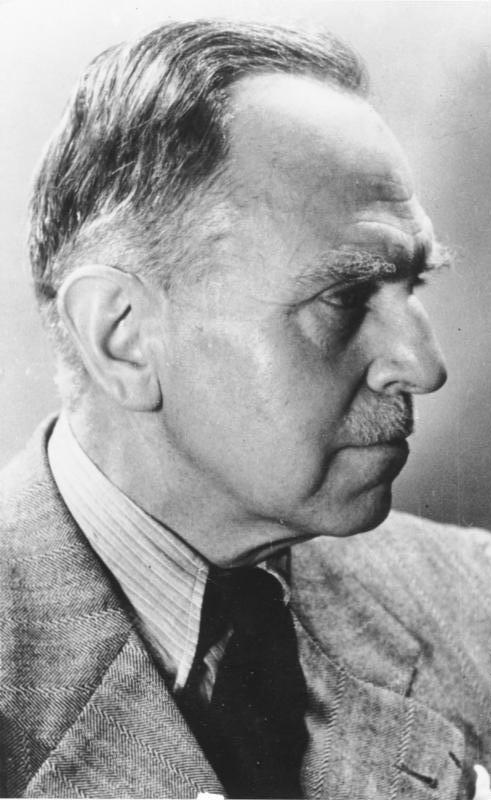
Otto Hahn

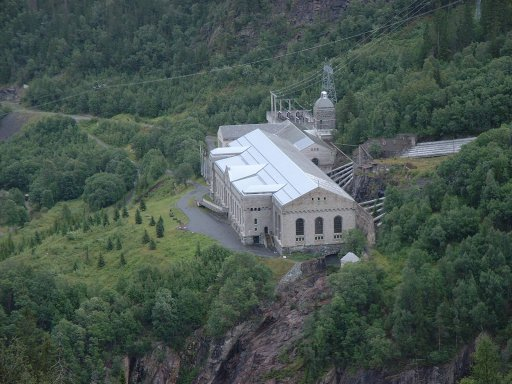
Vízierőmű Vemorkban (Norvégia) a német nehézvízgyártás egyik helyszíne

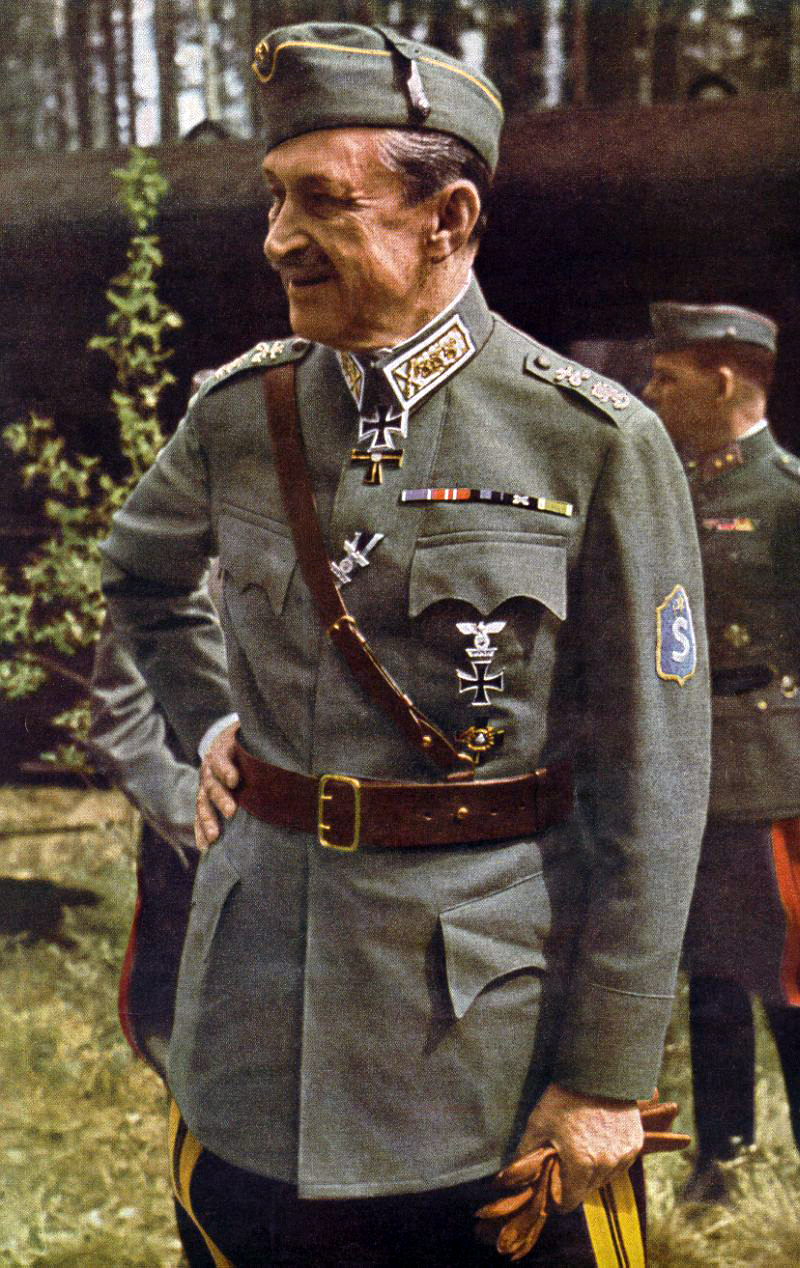
Carl Gustaf Emil Mannerheim

Az 1938. évi müncheni szerződést áttanulmányozta Alfred Duff Cooper, az Admiralitás első lordja. Mivel a „fair play” szellemében végezte mindig a dolgait, ellensége volt mindenféle intrikának, és amikor belátta a szerződés következményeit, benyújtotta lemondását. Mivel Hall a tengernagy bizalmasa volt, azonnal nekilátott, hogy a gazdasági élet, a művészetek és tudományok élvonalának területéről összegyűjtsön olyan tenni akaró embereket, akik a hírszerzés területén szakértelmük által hasznosak lehetnek arra az esetre, ha kitör a háború. Utódjául Churchillt nevezték ki. Stephenson, aki folyamatosan gyűjtötte az információkat a lehetséges megszállás alatti területekről megtudta, hogy az Enigmát a cseh Skoda készíti. Mikor ezt közölte Churchill megkérdezte: „Meg tud egyet szerezni, és elfogja az éterből az üzeneteket? Ha maga megszerzi, én megtalálom azokat az embereket, akik megfejtik őket.” Megerősítést nyert, hogy az Enigmát a lengyel határ közelében Csehszlovákiában gyártják, és fő felhasználója Reinhard Heydrich Stevenson Colin Gubbins ezredest küldte Varsóba, hogy megvitassa a lengyel titkosszolgálatban dolgozó régi barátaival az ellenállás lehetőségeit. Küszöbön állt Sztálin és Hitler paktuma. Gubbins és emberei augusztus 22-én tértek vissza Londonba. Egy embert, és egy zsákmányolt tárgyat vittek magukkal. A Heydrich-féle Enigmához úgy jutottak, hogy 1939 elején sikerült rajtaütni, egy új Enigmákat szállító teherautón. A lengyel ügynökök álbalesetet szerveztek, melynek során minden a tűz martaléka lett. A személy kilétét, és a tárgy mibenlétét 35 évig szigorú titoktartás övezte. Ezt a tárgyat Churchillnek egy megbízható embere, Sir Hugh Sinclair tengernagy, fedőnevén „C” (a Titkos Hírszerző Szolgálat, Secret Intelligence Service) (a SIS főnöke) emberei vették kezelésbe. Ez a csapat, rendszeresen lehallgatta a német egységek közötti kommunikációt. Ez a mobilitást megkövetelően csak rádión keresztül bonyolódhatott. Az egységet (tartva a bombázásoktól) 1930-ban hatvan mérföldre költöztették a lehetséges partraszállási övezettől, az eldugott Bletchley Park-ba. Itt gyűjtötte össze „C” az egyre növekvő számú tudósait, keresztrejtvényfejtőit, matematikusait, nyelvészeit, és ókortudós professzorait. Stephenson, nem feledve gyermekkori élményeit, tapasztalt hajórádiósokkal egészítette ki a személyzetet. Az, hogy a Heydrich-Enigma angol kézben van, valószínűleg a legjobban őrzött titok volt Nagy-Britanniában. Ez az egység a leggyengébb jeleket is lehallgatta, mások az értelmetlennek tűnő betű-, és számhalmazt próbálták értelmezni, megint mások az Enigma tárcsaállásaival próbáltak megoldásra jutni, miközben az adók nyolcórás gyakorisággal változtatták azt. 1939. szeptember 11-én a semleges USA elnöke, Roosevelt egy kíméletlenül őszinte, bizalmas magánkommunikációra kérte a parlamentben kifejezetten gyenge pozícióval rendelkező Churchillt. Feltételezte, hogy mint az Admiralitás első lordja, ő irányítja a titkos háborút. Az érdekeik azonosak voltak. Churchill, mint a brit titkosszolgálat igazgatóját az USA-ba akarta küldeni, de Stephensonnak fontosabb volt az Enigma rejtélyének megoldása. Stephenson üzleti ügyeit átszőtték a hírszerzési tevékenység szálai. Ekkor már neki dolgozott, többek között, Greta Garbo és Ian Fleming is. Gubbins, aki nagy kerülővel eljutott Lengyelországból Angliába hírét vitte az alakuló lengyel földalatti hadseregnek. Időközben a berlini Kaiser Wilhelm Institut laboratóriumában Otto Hahnnak és Fritz Strassmann-nak sikerült az urániumatom hasítása,  Oroszország és Németország pedig együttműködött az új fegyverek kifejlesztésében. Stephenson tudta, hogy az atomkutatáshoz nehézvízre van szükség, amit a németek Norvégiából szereztek be. Ennek a beszerzési forrásnak a megszüntetése Stephensonra várt. Svédországba utazott, ahol régi barátja, Axel Axelson Johnson, néhány vasércbánya főrészvényese és a bányáktól Oxeloesundba vezető vasútvonal tulajdonosa, hajlandó volt a saját tulajdonát megsemmisíteni,  így a létfontosságú magas foszfortartalmú vasérc, valamint a nehézvíz útját is elvágták volna. A svéd titkosszolgálat tudomást szerzett a készülő szabotázsról, és ez a jelentés „véletlenül” német ügynökök kezébe került, az akciót látványosan leállították. Ezután Stephenson nyugodtan végezhette a munkáját.

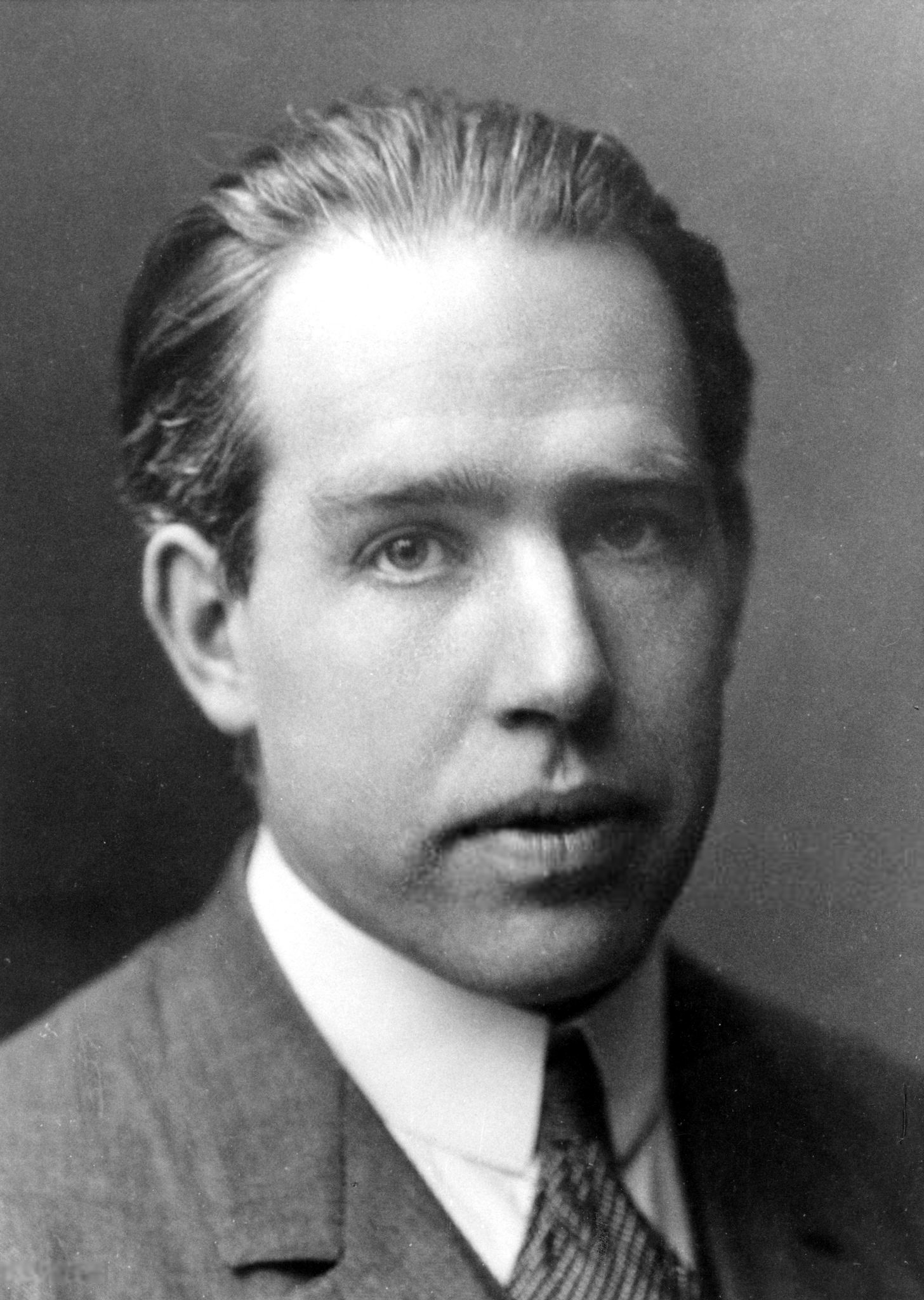
Niels Bohr

 Greta Garbo új embereket szervezett be. Stephenson menekülési útvonalat készített elő Niels Bohr atomtudósnak, kinek koppenhágai laboratóriumában szintén sikerült az urániumatom hasítása. A svédeknek volt egy rejtjelfejtő irodája, mely rendszeresen megfejtette a szomszédos országok kódját. Ezek közül a német hírszerzéssel kapcsolatos munkájuk fontos volt az Enigmához. A svédek dr. Arne Beurling matematika professzor által megfejtették az oroszok kódját, amit rögtön átadtak a finneknek. Így az 1939. novemberi szovjet támadáskor báró Carl Mannerheim marsall emberei mindig a megfelelő helyen voltak. A kicsiny, 175 ezres finn hadsereg feltartóztatta az egymilliós szovjet haderőt. Stephenson hamis útlevéllel felkereste Mannerheimet. 1940 első hetére finn „síelő kísértetek” súlyos veszteségeket okoztak a szovjeteknek. Ezt az tette lehetővé, hogy a marsall élt a hadászati hírszerzés eszközével.
Stephenson most a nehézvízgyár felé igyekezett. Útközben megtárgyalta svéd barátaival, milyen ipari „balesetekre” lenne szükség. A biztosítótársaságok, mivel hatalmas vagyonokat veszíthetnek, a legjobb szakemberekkel vizsgáltatják ki a baleseteket, akik minden lehetséges módját ismerik annak, hogy valami elromoljon. Jelentéseik a szabotőrök kézikönyve.

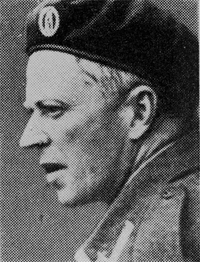
Leif Hans Tronstad

 Vonatra szállt, ahol úton Narvik felé találkozott Leif Tronstad professzorral, aki jól ismerte a Norsk Hydro Electric gyárat, ahol a nehézvizet előállították, és teljes termelését a német I. G. Farben használta fel. Stephenson kioktatta, hogy egy pohár csukamájolajjal hogyan tehető tönkre egy egész szállítmány. Majd Stephenson egy tengeralattjárón visszatért Angliába. 

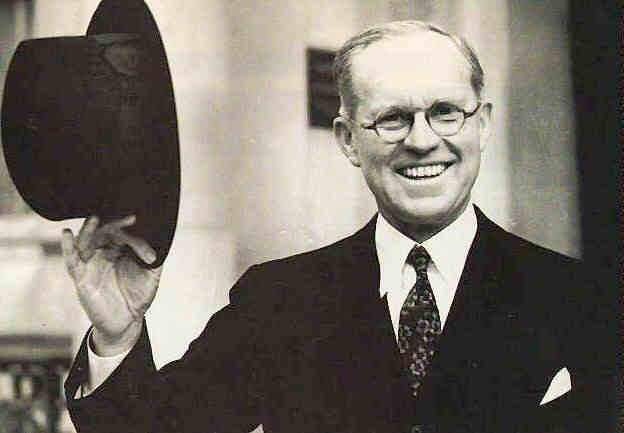
Joseph P. Kennedy

Közben a legjobb matematikusok sem tudták elég gyorsan feldolgozni a rengeteg lehallgatott üzenetet. Stephensonnak meggyőződése volt, hogy az USA-ban tömegesen gyártható számítógépekkel közelebb kerülhetnének az Enigma megfejtéséhez. Ennek a számítógépnek a prototípusa már készen volt. Úgy gondolta, hogy az „International Business Machines”, az IBM lesz a gyártó. Stephenson kanadai útlevéllel, Kanadán keresztül Roosevelthez utazott, és ott elmondta, lehetővé vált az U-235-ös izotóp segítségével az atombomba előállítása. Ezt korábban már levélben leírta neki Albert Einstein is. Reális veszélyt jelentett, hogy a bombát a németek készítik el elsőnek. Ezen túlmenően informálta az Enigma megfejtésében elért eredményekről, és az angliai hírszerzés teljes egészéről. Fő fegyverük a hírszerzés és a gerillaháborús technikák. Roosevelt azonnal megértette a lényeget. Megszervezték Stephenson és J. Edgar Hoover az FBI igazgatójának találkozóját. Ott megállapodtak az elnöki jóváhagyással folyó együttműködésben, melyben csak Hoover és Stephenson vesz részt. Kikapcsolták Joseph P. Kennedy követet, a külügyminisztériumot, és leleplezték Tyler Gatewood Kentet, az amerikai követség árulóját.

1940. május 10-én Churchillt megválasztották miniszterelnöknek. Ebben a hónapban ért véget a furcsa háború. Churchill magánvacsorára hívta meg, ahol közölte vele 
Tudja, mi a teendője....Ön lesz a személyes képviselőm. Minden rendelkezésemre álló eszközzel támogatom majd.

A BSC felépítése. A BSC felépítésének Franklin D. Roosevelthez eljuttatott vázlatok egyikének egyszerűsített változata, amikor megszületett az OSS létrehozásának koncepciója.

Stephenson rendkívüli függetlenséget és hatalmat kapott. Neki kellett irányítani a Titkos Hírszerző Szolgálatot, harcba kellett szállnia az ellenséggel, ahol és amikor jónak látta. Akcióba kezdhetett a háborús kabinet előzetes jóváhagyása nélkül. Egyetlen védelme az volt, hogy tevékenységét nagyon kevesen ismerték.
Bletchleyben ekkorra már kialakítottak egy eljárást, mellyel sorozatban fejtették meg az Enigma üzeneteit. Az eredményeket a fegyvernemek londoni főnökeivel összekötő telefonvonalon keresztül továbbították, kizárva a lehallgatást. Stephenson javaslatára ezeket az üzeneteket „Top Secret Ultra” címkével látták el. Ezek az üzenetek a Bletchley Parkból származtak, és csak válogatott elemeik juthattak el rejtjelezve a katonai parancsnokokhoz. Az „Ultra” jelentéseket csak a brit vezetők lehető legszűkebb köre kapta meg, és Roosevelt. Stephenson Churchilltől teljhatalmat kapott. New Yorkba helyezte át székhelyét, és be szerette volna vonni az együttműködésbe régi ismerősét Donovant. Donovan igent mondott. Hol, és hogyan helyezzük el mindezt? Kanadában, toborzott stábbal, FBI segítséggel. Hoover támogat minket, mondta. Churchill egy testület megalakulásáról informálta a háborús kabinetet: neve Special Operations Executive (Különleges Hadműveletek Intézménye) volt, más szóval a Baker Street-i Szabadcsapat. A British Security Coordination létéről Amerika hadbalépéséig nem esett szó.

## Beindul a háború

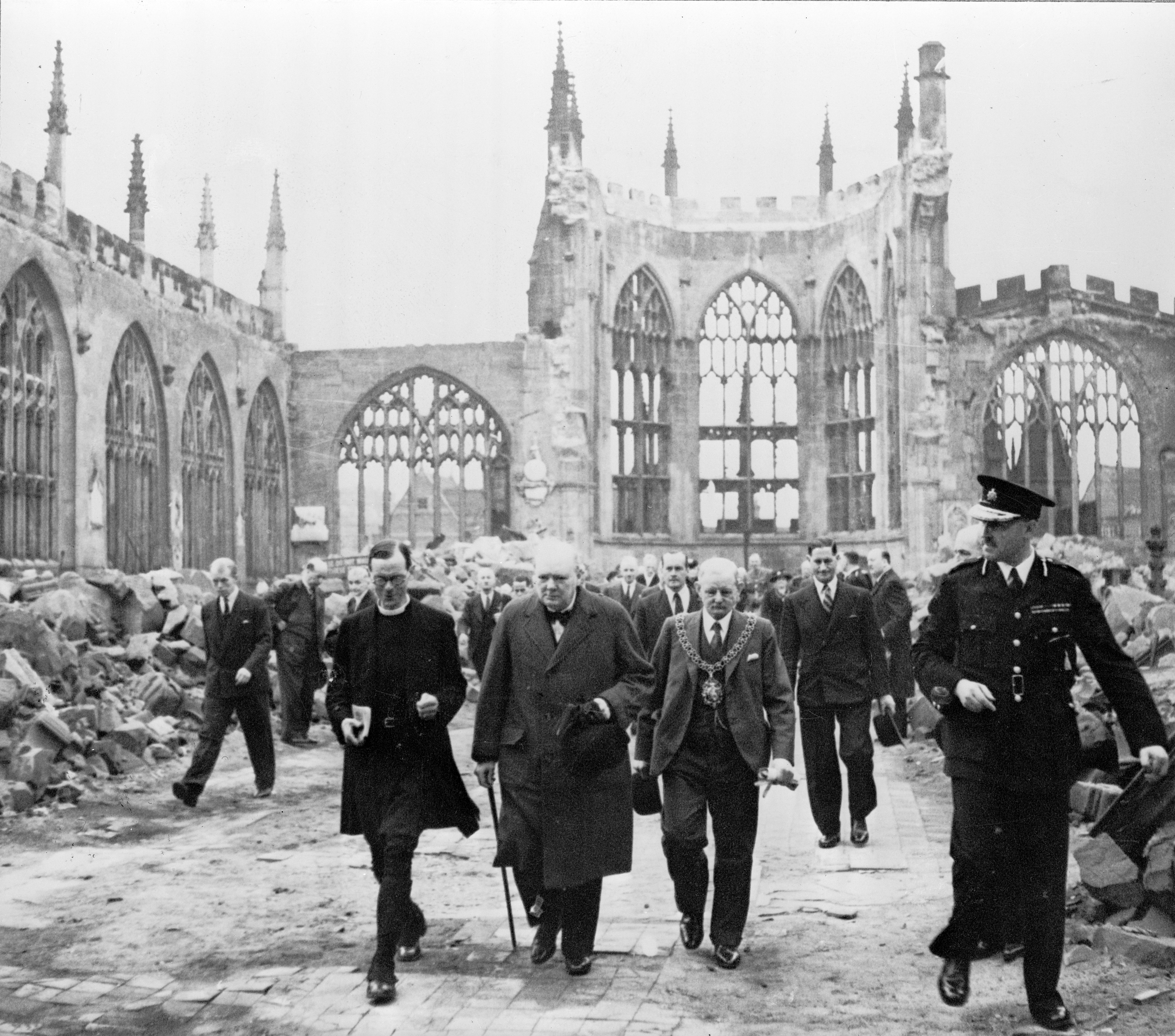
Coventry. Churchill megtekinti a károkat

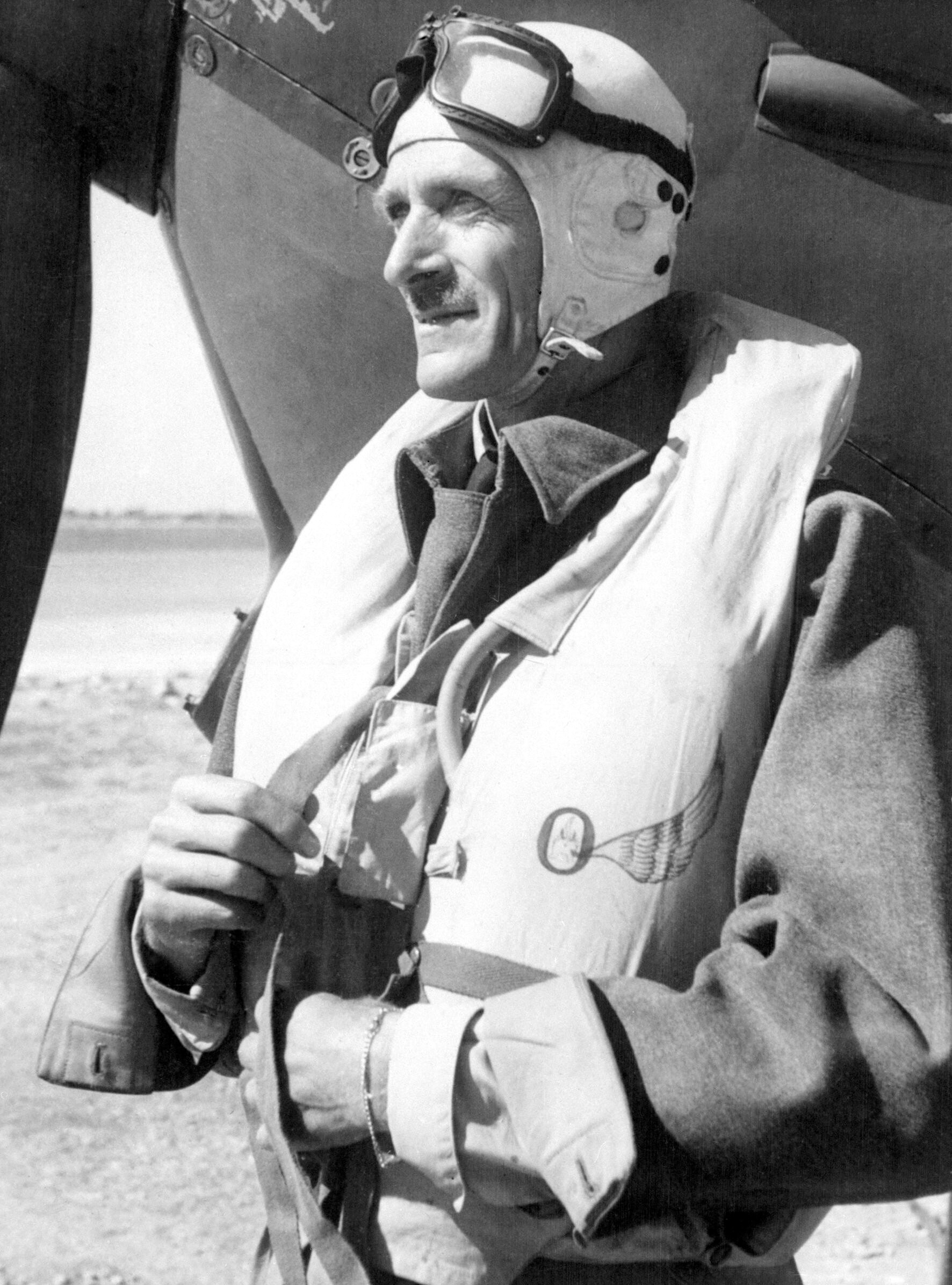
Keith Park

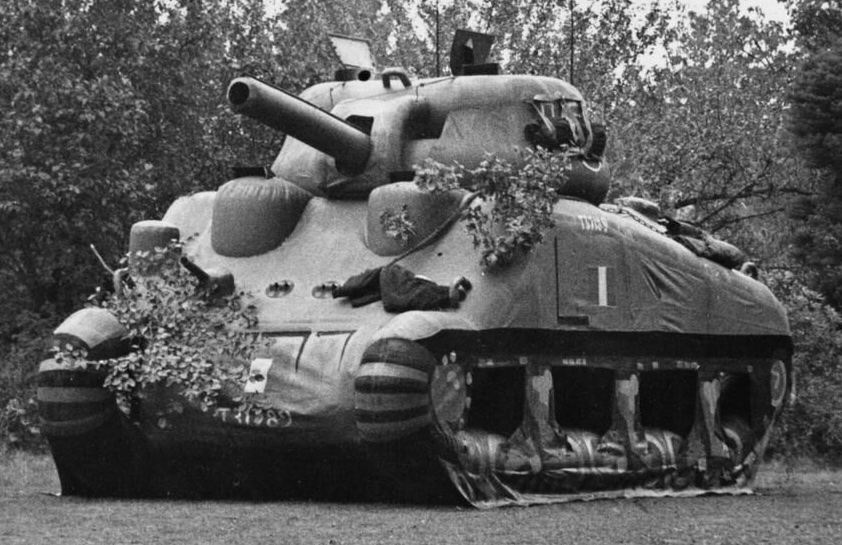
Jasper Maskelyne által tervezett felfújható a M4 Sherman „tank”

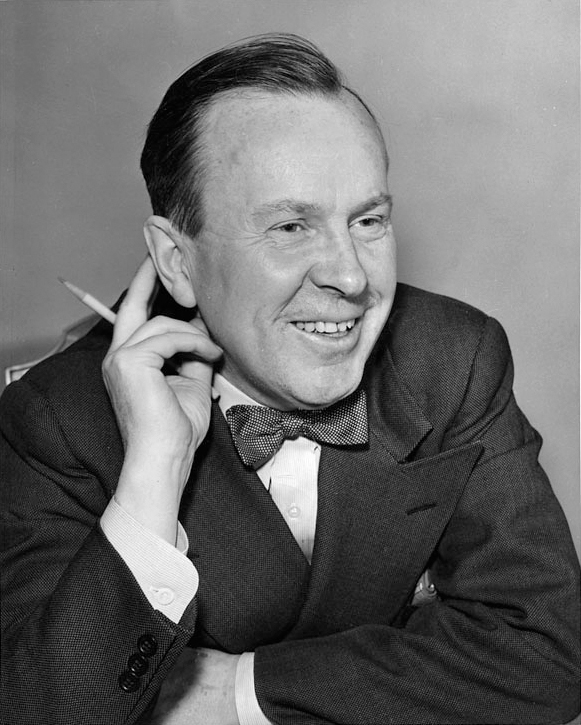
Lester B. Pearson, Kanada 14. miniszterelnöke 1944-ben

Az Ultra rejtjelfejtő rendszer felfedte Hitler inváziós terveit. Churchill biztonsági okokból az USA-ba küldte a legújabb kutatási eredményeiket, nehogy a németek kezébe kerüljön. Így többek között a centiméter-radarhoz szükséges „fekete varázsdoboz”-t. Roosevelt tisztában volt az angliai helyzettel, hiszen megkapta a BSC-től a Bletchleyben megfejtett jelentéseket. Ezekből tudta, hogy az invázió szeptember közepéig bekövetkezik, ezért puskákat, géppisztolyokat, aknákat, bombákat, repülő erődöket juttatott el titokban Angliába. Az invázió megindulásakor a parancsnok Keith Park légimarsall volt, aki maga is aktívan részt vett a harcokban. Amikor az angol légierő elérte teljesítőképességének határát, az Ultra jelentette, hogy a németek is elérték erőik legvégső határát. Így Park kockára tehette az összes vadászgépét, melynek eredményeként negyven gépet vesztettek, de száznyolcvanötöt lelőttek.
Az Ultra létezését, és a megfejtések eredményét mindenáron titokban kellett tartani. Kénytelenek voltak hagyni Coventry megsemmisítését, hiszen ha kitelepítik a németek rájönnek, hogy megfejtették az Enigmát. Roosevelt Angliába küldte Donovant, Hoover és az FBI (titokban) nagy mértékben segítette Stephensont. Roosevelt elmondta Churchillnek: „Én nem üzenhetek hadat... de folytathatok háborút!” Stephensonnak a manhattani szervezete mellé további támaszpontokra volt szüksége. Választása Bermudára esett.
A támaszpont bekapcsolódott a nyugati félteke, és a nácik által megszállt Európa postai, távíró-, és rádió-összeköttetésébe. A Princes Hotel alatti pincékben 1200 brit szakértő dolgozott. Leveleket cenzúráztak, elolvasták a német ügynökök pontfénykép-jelentéseit, előhívták a vegytintás szövegeket, átvizsgáltak diplomáciai postazsákokat, követségi küldeményeket, és mindenről tájékoztatták az FBI-t. Bermuda egy nyugat felé tartó Clipper repülőgép leszállásakor kétszázezer levelet tudott átvizsgálni, tizenötezret pedig laboratóriumban megvizsgálni, mindezt nyomtalanul. Bermuda módszerei megegyeztek Bletchleyével. Lehallgatták a rádióforgalmazást, értelmezték a rejtjelezett üzenetet, elemezték és összegezték a lényeget, és gondoskodtak egy csalimeséről, hogyan jutottak a birtokába. A Különleges Összekötő Egység tagjai úgy átfogalmazták az anyagokat, hogy nem is emlékeztettek az eredeti forrásokra. Egyedül ennek az egységnek a vezetője volt felhatalmazva, hogy ezeket az „információ-párlatokat” angol, vagy amerikai hírszerzési egységeknek továbbítsa. Bletchley és Bermuda a BSC számára a nyomozómunkát végezte, az „X” tábor pedig a BSC ökle volt. Itt képezték ki az ügynököket, és itt tesztelték a gerillaháború eszközeit is. Az „X” tábor helyét Stephenson és Donovan együtt választották ki. A Toronto-Kingston főút mellett, az Ontario-tó északi partján, Manhattantól háromszáz mérföldre feküdt, közel a határhoz. Hollywoodi stílusú díszletépületeket emeltek a gyakorláshoz. Ebben segítségükre volt egy filmproducer, és egy látványtervező. Az „X” tábor is folyamatosan terjeszkedett. Az „X” tábornak része volt az „M” állomás. Ez gyártotta a hamis iratokat, álcázott robbanóanyagokat, és itt üzemelt a Hydra átjátszóállomás, mely összekötötte az „X” tábort a világ más részein lévő brit hírszerző állomásokkal, melyhez 1943-ban csatlakozott az Aspidistra, a világ legnagyobb rádióhírközlési egysége. Az M állomáson dolgozott Jasper Maskelyne, egyike minden idők legnagyobb bűvészeinek, a rászedés mestere. Stephensonnak dolgozott Lester B. Pearson, Kanada későbbi miniszterelnöke, majdani ENSZ főtitkár is. Itt dolgozott Alexander Korda, aki Zoltán testvérével helyszíneket épített fel a gyakorláshoz, életnagyságú papundekli tankokat és farepülőket fabrikált. Álrepülőtereket épített, és valódiakat rejtett el.

## „Cynthia”
„Egy, a BSC irányítása alatt álló ügynöknő, Amy Elizabeth Thorpe, hajtotta végre a legfontosabb munkát, amely megnyitotta a Franciaországba, és végső fokon Németországba vezető utat” jegyzik fel a BSC iratai. A szex volt az eszköze. Számos országot bejárt, bátorsága nem ismert határokat. Fedőnevét legfeljebb hárman ismerték. Férje Arthur Pack, egy brit diplomata, aki Varsóban kapott beosztást. Férje gyakran volt távol, betegeskedett, Cynthia, aki lélegzetelállító szépség volt, sorra kötötte az ismeretségeit magas beosztású lengyel diplomatákkal. A lengyel titkosszolgálat a háborúra készült. Az Ultra rejtjelfejtő rendszer leendő munkatársai az Enigma részletei után nyomoztak. Lengyel mérnökök dolgoztak az Enigmák különböző típusain, melyek után érdeklődött Jozef Beck ezredes, lengyel külügyminiszter, akinek jó kapcsolatai voltak a berlini nácikkal. Cynthia egyik szeretője Beck közeli munkatársa volt. A férfit rávette, hogy iratokat hozzon el Beck irodájából, majd fényképezés után azokat visszacsempéssze. Beck munkatársa magával vitte a lányt prágai és berlini titkos útjaira. A lány megtudta, hogy a Lengyel (rejtjel-iroda) birtokában van néhány német katonai titkosírás megfejtésének Ez megerősítette azt a korábbi hírt, hogy három lengyel matematikus Jerzy Rozicki, Henryk Zygalski és "Mademoiselle" Marian Rejewski a Heydrick-Enigmákkal foglalkozik.

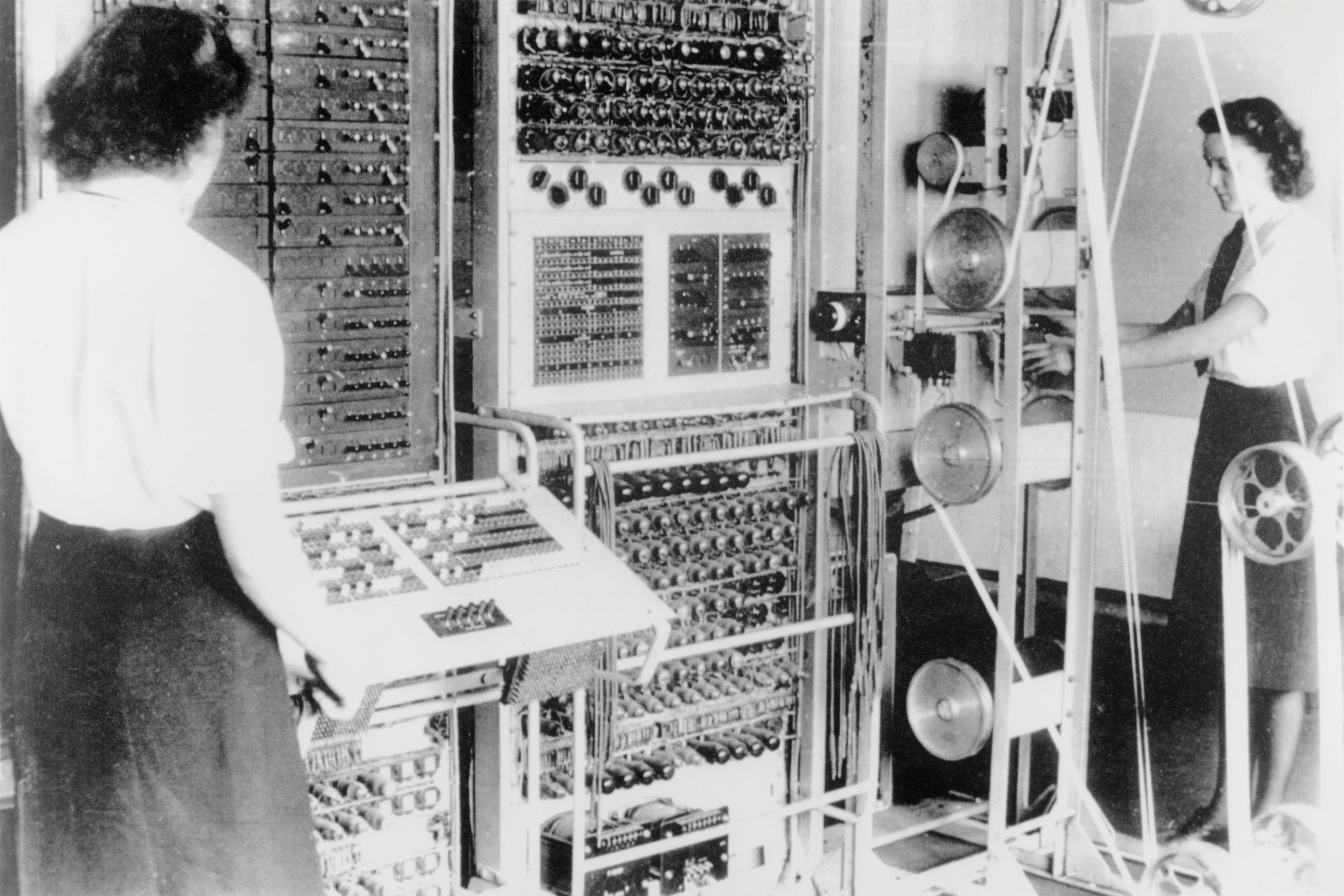
Colossus Mark2 számítógép

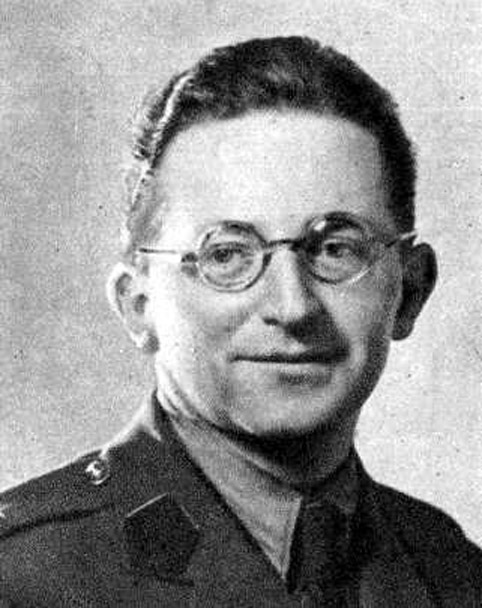
Marian Rajewski

A megszerzett adatok egy részét máshonnan is megkapták, de ez nagy előrelépést jelentett az első modern számítógépnek, a Kolosszusnak a kifejlesztéséhez. Rekordmennyiségű magas pozíciójú férfit csábított el. Volt köztük admirális, tengerészeti attasé, stb. 1939 nyarán Cynthia sorsa rosszra fordult. Ügyei napvilágot láttak. Stephenson közbeavatkozott. Szándékosan elhíresztelték, azért rendelték vissza Londonba, mert Pack angol titkokat szivárogtatott ki nácibarát diplomatáknak. Európában a diplomaták másik magyarázatot kaptak: Packot kapcsolatba hozták egy nővel, és így a szexuális kapcsolattal magyarázták visszarendelését. Packot áthelyezték Dél-Amerikába. A németek Chilében rendelkeztek a legnagyobb befolyással, abban az országban, ahol Cynthia korábban élt. 1940-től Cynthia New York számára dolgozott. Elizabeth Thorpe néven brit lapok számára írt. 1940 augusztusában elhagyta Chilét, csalétekül szemelték ki ellenségek, politikai árulók számára. A BSC egy kívülálló útján, a divatos Georgetownban házat bérelt neki. Cynthia csapdát állított a még Párizsból korábban ismert Alberto Lais tengernagynak, aki a lány kérésére elhozta neki a nála lévő olasz tengerészeti kódkönyveket, melyeket mikrofilmre vettek. A kódok hozzásegítették az angolokat, hogy legyőzzék az olasz flottát a Földközi-tengeren. Találkozott Stephensonnal, aki két feladattal bízta meg: Vichy flottája, és a titkos francia pénzalap. Cynthia interjút kért Henry-Haye nagykövettől, akit teljesen elbűvölt. Másfél órás beszélgetés után az utcai kijáratig kísérte, majd másnap egy diszkrét levelet küldött, melyben egy követségi partira invitálta. Charles Brousse a nagykövet sajtóattaséja piros rózsákat, és egy ebédmeghívást küldött a neki is tetsző lánynak. Az ebéd elhúzódott, és a bérelt lakásban folytatódott. Brousse kapitány nagyon csalódott volt, amikor 1940-ben a britek megelőző csapást mértek az Oránban horgonyzó francia flottára, nehogy német kézre kerüljön. Ezen túlmenően még két fontos információval szolgált Cynthiának:
- Martinique szigetének szerepéről a németek szempontjából.
- A Vichy-i francia aranykészlet létéről.

Cynthia ezt követően folytatta munkáját, Brousse kapitány továbbra is közölte szeretőjével a követség titkait. Pearl Harbor drámaian megváltoztatta az amerikai közhangulatot. Cynthiát 1942 márciusában New Yorkba kérették. Odarepült, és a Ritz-Carlton Hotelben vett ki szobát. Alig csomagolt ki, mikor kopogtatott az ajtaján Howard, és megkérdezte: „Meg tudja szerezni a wichy Franciaország flottájának új kódjait?” Kalandos körülmények között (megalapozott pletykák terjesztésével, Brousse segítségével félreállította De la Grandville grófot, kikapcsolták az FBI-t, rendelkezésére bocsátottak egy börtönbüntetését töltő kanadai kasszafúrót, hogy a segítségére legyen. Brusse-vel megvesztegették az őrt, és órákat töltöttek a nagykövetségen. Alkalmas időben az őrt elaltatták, a kasszafúró kinyitotta a széfet, és felírta a kombinációt. Cynthiának ennek ellenére nem sikerült kinyitni a berozsdásodott öreg zárat, ezért a kasszafúróval gyakoroltak egy ugyanolyan záron.) Végül a kasszafúró közreműködésével sikerült kinyitni a zárat. Két órán keresztül hordták ki a kódkönyveket, lefotózták, majd visszarakták. Ezekre a kódokra nagy szüksége volt az "Ultrá"-nak.

## Martinique szigete

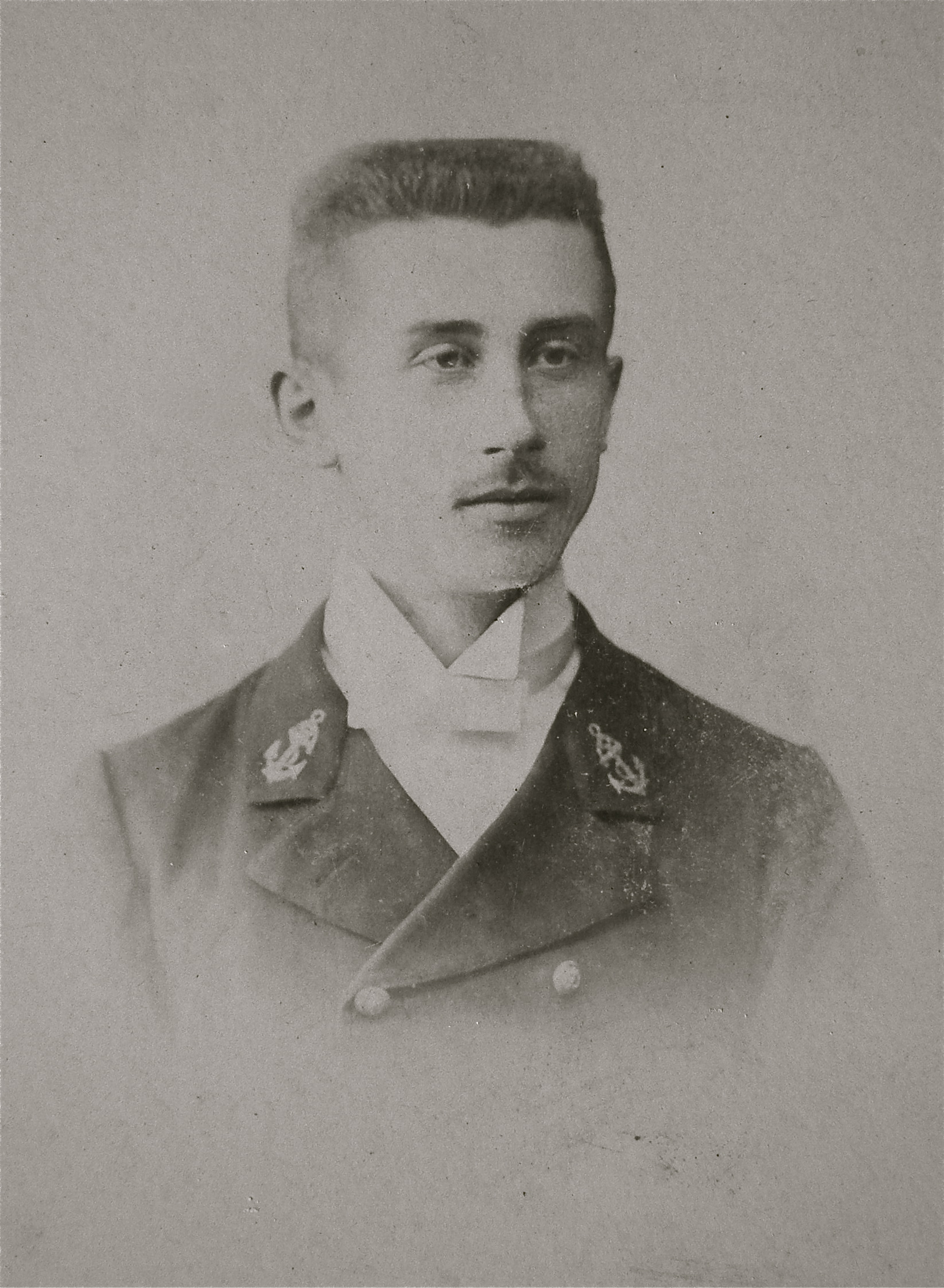
Georges Robert admirális 1893-ban

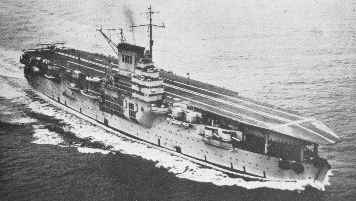
A Béarn francia repülőgéphordozó 1937-ben

A németek a szigetet, amelyet Georges Robert admirális Vichy nevében kormányzott, tengeralattjárók feltöltésére, átjátszóadók működtetésére (a német hírszerzésnek) használták. Valamint rendelkezésére állt Ernst Wilhelm Bohle náci titkos ügynökeinek is. Itt állomásozott a Béarn repülőgéphordozó, és kb. 120 repülőgép, a legnagyobb katonai erő a térségben.
Cyntia megtudta azt is, hogy egy itteni régi erődben rejtettek el tizenötmillió uncia francia aranyat. A brit titkos hadseregnek és ellátóinak szüksége volt erre a pénzre. Ez az arany kézenfekvő megoldást kínált az anyagi csőd szélén álló briteknek. Ez a pénz lehetővé tette volna Stephensonnak és a BSC-nek, hogy forradalmat finanszírozzon Európában. Kidolgozták az arany ellopásának tervét, melyhez Churchill hozzájárult, feltéve, hogy a brit részvétel nem derül ki. Nem lehettek biztosak, hogy az arany még a szigeten van, ezért Stephensonnak becslést készített Louis Franck ezredes a világ egyik legjobb aranyrúd- és arbitrázsszakértője. New Yorkból figyelemmel kísért minden pénzügyi tranzakciót, de nem talált arra utaló jeleket, hogy az arany megjelent volna a piacon. Franck javasolt egy megoldást: tartsátok meg, és vegyetek fel rá kölcsönt, azért pedig vásároljatok amerikai fegyvereket. Franck elmondta hogyan lehet a kölcsönre szert tenni az arany nélkül. Semlegesíteni kell a Francia Nyugat-India kormányzóját, és meggátolni mindenféle Martiniqueről kiinduló mozgást. Ekkor az arany a mi ellenőrzésünk alatt lenne. Majd ezzel fejezte be: „Fort Knox" ban se kéritek, hogy mutassanak meg minden aranytéglát, ha dollárt vásároltok.” Stephensonék megkezdték a dezinformáció terjesztését, mely szerint a szigetet hatalmukba kerítik a szabad franciák. Az arany gyakorlatilag brit ellenőrzés alatt volt, a szigetet éjjel-nappal őrizte az angol flotta és a BSC.

## Titkosítás
Érthető okokból minden információt igyekeztek elrejteni a külvilág elől. 35 évig a hivatali titkok védelmét szabályozó brit törvény szigorú megkötései vonatkoztak rájuk. Mivel mindenkivel titoktartási nyilatkozatot írattak alá, ezért elég hosszú ideig nem is került semmi nyilvánosságra. 1962-ben Londonban egy titkos angol-amerikai bizottság megvitatta a részleges nyilvánosságra hozás lehetőségét. A végeredmény egy könyv lett: A csendes kanadai (Amerikában a 3603-as szoba). Írója Montgomery Hyde, jeles történész, korábban a BSC tisztje szerint a hallgatás megtörésének oka Kim Philby szökése a Szovjetunióba. Kim Philby az Ibériai alszekciónál, valamint az V. szekciónál működött a háború kritikus időszakában. A háború után egyre magasabb pozícióba jutott a hírszerzőszolgálat ranglétráján, és a legfelső poszt várományosának tűnt. A teljes igazságból annyit hoztak nyilvánosságra, amiről Philby tudhatott. Ezzel további tíz évre sikerült tartani a titkot. 1972-ben a Szovjetunió hatalmas kampányba kezdett az Egyesült Államokban, annak elszigetelésére. Ekkor már tudott volt, hogy az oroszok több információra tettek szert, mint amit korábban feltételeztek. Ezekkel kínos helyzetbe hozhatták volna az amerikai-angol, illetve a kanadai-angol kapcsolatokat. A fenyegetésre teljes nyíltság volt a válasz.

## Elismerései
- Az intrepid társaság honlapja
- 1945 Angliában lovaggá ütik
- 1946 (Presidential medal of Freedom) (USA)(akkor a legmagasabb polgári kitüntetés) első nem amerikai, aki megkapja
- 2009 Szobrot állítanak szülővárosában
- Whitby (Ontario) utcát neveztek el róla, mely összeköti az „Intrepid” utcát az „Overlord” utcával
- Whitby (Ontario) iskolát neveztek el róla
- A Kanadai Királyi Légiót róla nevezték el
- Megkapta a (Military Cross) angol kitüntetést (MC)
- Megkapta a (Distinguished Flying Cross) angol repülős kitüntetést (DFC)
- Francia Becsületrendet kapott (Ordre national de la Légion d’honneur)
- Megkapta a Francia Háborús Keresztet a pálmával (Croix de guerre Avec Palme)
- Megkapta a Kanada Rend kitüntetést (CC)

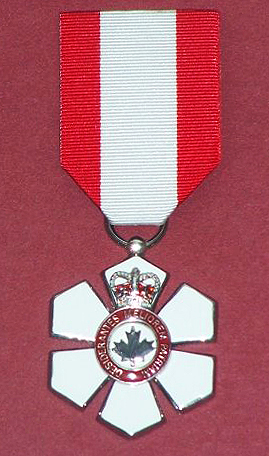
CC
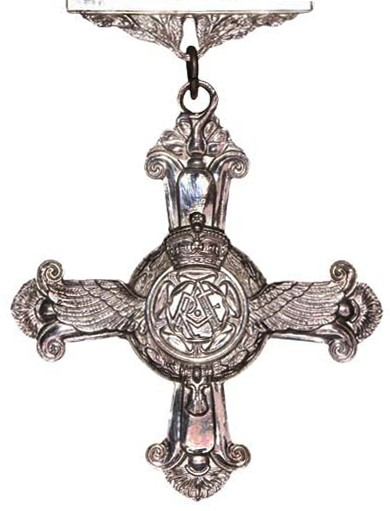
DFC
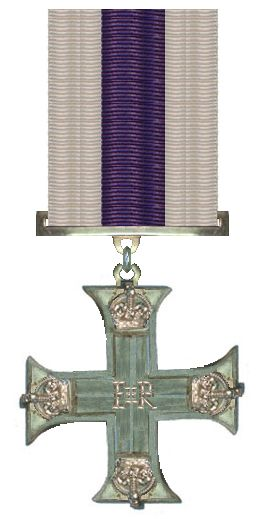
MC
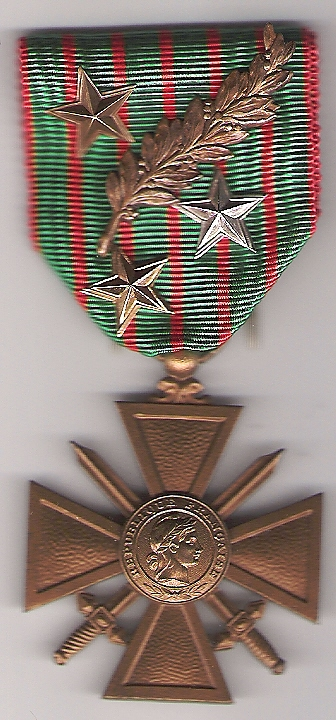
Croix de guerre Avec Palme
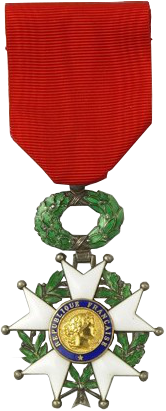
Chevalier légion d'honneur

## Magyarul megjelent művei
- Titkos háború; ford. Kőrös László; IPV, Bp., 1990 (I. P. C. könyvek)